# Atherigona gilvifolia
Atherigona gilvifolia är en tvåvingeart som beskrevs av Fritz Isidore van Emden 1940. Atherigona gilvifolia ingår i släktet Atherigona och familjen husflugor. Inga underarter finns listade i Catalogue of Life.